# Европско првенство у атлетици на отвореном 1990 — 100 метара за жене
Трка на 100 метара у женској конкуренцији на Европском првенству у атлетици 1990. у Сплиту одржана је 27. августа и 28. августа на стадиону Пољуд.
Титулу освојену 1986. у Штутгарту, није бранила Марлис Гер из Источне Немачке.

## Земље учеснице
Учествовало је 20 такмичарки из 10 земаља. 
| - Грчка (1) - Западна Немачка (2) - Источна Немачка (3) - Пољска (1) - Португалија (1) | - Совјетски Савез (3) - Уједињено Краљевство (3) - Финска (2) - Француска (3) - Шпанија (1) |

## Рекорди
| Рекорди пре почетка Европског првенства 1990.     | Рекорди пре почетка Европског првенства 1990. | Рекорди пре почетка Европског првенства 1990. | Рекорди пре почетка Европског првенства 1990. | Рекорди пре почетка Европског првенства 1990. | Рекорди пре почетка Европског првенства 1990. |
| ------------------------------------------------- | --------------------------------------------- | --------------------------------------------- | --------------------------------------------- | --------------------------------------------- | --------------------------------------------- |
| Светски рекорд                                    | Флоренс Грифит Џојнер                         | Сједињене Државе                              | 10,49                                         | Индијанаполис, САД                            | 16. јул 1988.                                 |
| Европски рекорд                                   | Марлис Гер                                    | Источна Немачка                               | 10,81                                         | Берлин, Источна Немачка                       | 8. јун 1983.                                  |
| Рекорди Европских првенстава                      | Марлис Гер                                    | Источна Немачка                               | 10,91                                         | Штутгарт, Западна Немачка                     | 27. август 1986.                              |
| Светски рекорд сезоне                             | Марлен Оти                                    | Јамајка                                       | 10,78                                         | Севиља, Шпанија                               | 30. мај 1990.                                 |
| Европски рекорд сезоне                            | Катрин Крабе                                  | Источна Немачка                               | 10,99                                         | Берлин, Источна Немачка                       | 17. август 1990.                              |
| Рекорди после завршетка Европског првенства 1990. |                                               |                                               |                                               |                                               |                                               |
| Рекорди Европских првенстава                      | Катрин Крабе                                  | Источна Немачка                               | 10,89                                         | Сплит, Југославија                            | 28. август 1990.                              |
| Европски рекорд сезоне                            | Катрин Крабе                                  | Источна Немачка                               | 10,89                                         | Сплит, Југославија                            | 28. август 1990.                              |

## Најбољи резултати у 1990. години
Најбрже атлетичарке 1990. године на 100 метара пре почетка европског првенства (26. августа 1990) заузимале су следећи пласман на европској и светској ранг листи (СРЛ).
| 1.  | Катрин Крабе              | Источна Немачка  | 10,99 | 17. август | 2. СРЛ  |
| 2.  | Лоран Били                | Француска        | 11,09 | 12. август | 7. СРЛ  |
| 3.  | Грит Бројер               | Источна Немачка  | 11,13 | 6. јун     | 10. СРЛ |
| 4.  | Наталија Бочина           | Совјетски Савез  | 11,14 | 25. јун    | 11. СРЛ |
| 5.  | Marina Kleyankina-Markina | Совјетски Савез  | 11,26 | 12. јуn    | 16. СРЛ |
| 6.  | Параскеви Патулиду        | Грчка            | 11,27 | 14. јул    | 17. СРЛ |
| 7.  | Beverly Kinch             | Велика Британија | 11,29 | 06. јул    | 18. СРЛ |
| 7.  | Antonina Slyussar         | Совјетски Савез  | 11,29 | 24. јул    | 18. СРЛ |
| 9.  | Јелена Бикова             | Совјетски Савез  | 11,32 | 5. јул     | 21. СРЛ |
| 10. | Андреја Филип             | Источна Немачка  | 11,36 | 9. август  | 23. СРЛ |

Такмичарке чија су имена подебљана учествовале су на ЕП.

## Освајачи медаља
|                              |                             |                                |
| Катрин Крабе Источна Немачка | Зилке Мелер Источна Немачка | Керстин Берент Источна Немачка |

## Резултати

### Квалификације
У квалификацијама такмичарке су биле подељене у три групе. За финале су се квалификовале прве четири из обе групе (КВ), и четири по постигнутом резултату (кв).
| Пласман | Група | Такмичарка         | Земља                | Време | Белешке |
| ------- | ----- | ------------------ | -------------------- | ----- | ------- |
| 1.      | 1     | Катрин Крабе       | Источна Немачка      | 11,07 | КВ      |
| 2.      | 2     | Лоран Били         | Француска            | 11,31 | КВ      |
| 3.      | 2     | Керстин Берент     | Источна Немачка      | 11,45 | КВ      |
| 4.      | 3     | Зилке Мелер        | Источна Немачка      | 11,46 | КВ      |
| 5.      | 2     | Надежда Рошчупкина | Совјетски Савез      | 11,50 | КВ      |
| 6.      | 3     | Сиско Ханхијоки    | Финска               | 11,51 | КВ      |
| 7.      | 2     | Ирина Сергејева    | Совјетски Савез      | 11,51 | КВ      |
| 8.      | 3     | Улрике Сарвали     | Западна Немачка      | 11,53 | КВ      |
| 9.      | 1     | Beverly Kinch      | Уједињено Краљевство | 11,56 | КВ      |
| 10.     | 2     | Одија Сидибе       | Француска            | 11,58 | КВ      |
| 11.     | 3     | Наталија Котвун    | Совјетски Савез      | 11,60 | КВ      |
| 12.     | 1     | Магали Симионе     | Француска            | 11,60 | кв      |
| 13.     | 2     | Кристина Кастро    | Шпанија              | 11,60 | кв      |
| 14.     | 3     | Стефани Даглас     | Уједињено Краљевство | 11,63 | кв      |
| 15.     | 2     | Параскеви Патулиду | Грчка                | 11,68 | КВ      |
| 16.     | 2     | Пола Томас         | Уједињено Краљевство | 11,71 | кв      |
| 17.     | 3     | Лукресија Жардим   | Португалија          | 11,73 |         |
| 18.     | 2     | Сабине Рихтер      | Западна Немачка      | 11,84 |         |
| 19.     | 1     | Сана Хернеснијеми  | Финска               | 11,86 |         |
| 20.     | 2     | Joanna Smolarek    | Пољска               | 11,97 |         |

### Полуфинале
У полуфиналу такмичарке су биле подељене у две групе. За финале су се квалификовале прве четири из обе групе (КВ).
| Пласман | Група | Такмичарка         | Земља                | Време | Белешке |
| ------- | ----- | ------------------ | -------------------- | ----- | ------- |
| 1.      | 1     | Катрин Крабе       | Источна Немачка      | 11,11 | КВ      |
| 2.      | 2     | Зилке Мелер        | Источна Немачка      | 11,39 | КВ      |
| 3.      | 1     | Керстин Берент     | Источна Немачка      | 11,40 | КВ      |
| 4.      | 1     | Надежда Рошчупкина | Совјетски Савез      | 11,44 | КВ      |
| 5.      | 1     | Улрике Сарвали     | Западна Немачка      | 11,48 | КВ      |
| 6.      | 2     | Одија Сидибе       | Француска            | 11,50 | КВ      |
| 7.      | 2     | Ирина Сергејева    | Совјетски Савез      | 11,54 | КВ      |
| 8.      | 2     | Стефани Даглас     | Уједињено Краљевство | 11,54 | КВ      |
| 9.      | 2     | Сиско Ханхијоки    | Финска               | 11,54 |         |
| 10.     | 2     | Пола Томас         | Уједињено Краљевство | 11,57 |         |
| 11.     | 1     | Beverly Kinch      | Уједињено Краљевство | 11,59 |         |
| 12.     | 1     | Кристина Кастро    | Шпанија              | 11,61 |         |
| 13.     | 1     | Магали Симионе     | Француска            | 11,62 |         |
| 14.     | 2     | Параскеви Патулиду | Грчка                | 11,62 |         |
| 15.     | 2     | Наталија Котвун    | Совјетски Савез      | 11,69 |         |
|         | 2     | Лоран Били         | Француска            | НЗ    |         |

### Финале
| Пласман | Такмичарка         | Земља                | Време | Белешке |
| ------- | ------------------ | -------------------- | ----- | ------- |
|         | Катрин Крабе       | Источна Немачка      | 10,89 | РЕП     |
|         | Зилке Мелер        | Источна Немачка      | 11,10 |         |
|         | Керстин Берентр    | Источна Немачка      | 11,17 |         |
| 4.      | Надежда Рошчупкина | Совјетски Савез      | 11,26 |         |
| 5.      | Одија Сидибе       | Француска            | 11,40 |         |
| 6.      | Ирина Сергејева    | Совјетски Савез      | 11,40 |         |
| 7.      | Улрике Сарвали     | Западна Немачка      | 11,41 |         |
| 8.      | Стефани Даглас     | Уједињено Краљевство | 11,46 |         |